# فریتجوف هیلن
فریتجوف هیلن (سوئدی: Fritjof Hillén; ۱۹ مهٔ ۱۸۹۳ – ۷ نوامبر ۱۹۷۷) بازیکن فوتبال اهل سوئد بود.

## تیم ملی
وی عضو تیم ملی فوتبال سوئد در بازی‌های المپیک تابستانی ۱۹۲۰ و بازی‌های المپیک تابستانی ۱۹۲۴ بوده و مدال برنز این مسابقات در سال ۱۹۲۴ رسیده است.